# Ducy-Sainte-Marguerite

Ducy-Sainte-Marguerite este o comună în departamentul Calvados, Franța. În 1 ianuarie 2022 avea o populație de 178 de locuitori.